# František Rauch
František Rauch (4. února 1910, Plzeň – 23. září 1996, Praha) byl český klavírista a vysokoškolský pedagog.

## Život
Po absolvování obchodní akademie, kterou vystudoval na přání otce, obchodníka s klavíry, studoval hru na klavír u Emila Mikulky. Ve studiu klavírní hry pokračoval v létech 1929–1931 na mistrovské škole pražské konzervatoře u prof. Karla Hoffmeistera, ve školním roce 1936–1937 studoval i kompozici na mistrovské škole Vítězslava Nováka (jeho spolužačkou byla např. Vítězslava Kaprálová). Od r. 1946 vyučoval na AMU, kde byl v r. 1960 jmenován profesorem. V témže roce založil s houslistou Bruno Bělčíkem a cellistou Františkem Smetanou Pražské trio. Mezi jeho žáky patřili např. Petr Eben, Zuzana Růžičková, Jan Novotný, Ivan Klánský, Karel Košárek, Petr Adamec, Květa Novotná a další.
Mezinárodně uznávaný jako jeden z největších českých klavíristů, věnoval se především interpretaci české klavírní literatury (zejména Bedřich Smetana a Vítězslav Novák), ze světové literatury zvláště klavírnímu dílu Chopina, Schumanna, Beethovena, Liszta aj. Během své umělecké kariéry natočil celou řadu nahrávek pro Supraphon.

## Ceny
- 1963 – zasloužilý umělec
- 1970 – státní cena Klementa Gottwalda
- 1975 – vyznamenání Za zásluhy o výstavbu
- 1980 – národní umělec

## Diskografie (Výběr)
- Bedřich Smetana: Sny. (Šest charakteristických skladeb, Črty op. 4 a op. 5, České tance pro klavír, Macbeth a čarodějnice. Skica pro klavír ke scéně Macbeth a čarodějnice dle dramatu Williama Shakespeara). Supraphon SU 0080-2 (1995).
- Vítězslav Novák: Klavírní skladby (Sonatina C-dur, a-moll, F-dur, e-moll, d-moll, G-dur, Sonata eroica, op. 24, Pan, op. 43, Bagately, op. 5, Ćtyři skladby pro klavír Můj máj, Písně zimních nocí, op. 30 a drobné klavírní skladby Mládí). Reedice. Supraphon SU 3744-2 (2003).
- Zdeněk Fibich: Nálady, dojmy a upomínky. Reedice. Supraphon VT 9504-2 (2013).

## Filmografie
Režisérka Drahomíra Vihanová natočila ve spolupráci s kameramanem Ivanem Vojnárem o Františku Rauchovi dokumentární film Variace na téma hledání tvaru - o přemýšlení profesora Raucha nad nastudováním Beethovenova koncertu Es dur. František Rauch vystupuje také v jejím absolventském hraném filmu Fuga na černých klávesách.